# Love & Pop
Love & Pop è un film del 1998 diretto da Hideaki Anno, tratto dal romanzo Topaz II di Ryū Murakami, seguito di Tokyo Decadence. È uscito nelle sale giapponesi con una distribuzione molto limitata a partire dal 10 gennaio in sole sei sale cinematografiche, e poi in altre cinque a febbraio fino alla fine del mese.
Il film è la prima opera girata dal vivo da Hideaki Anno, fino a quel momento dedicatosi solo all'animazione. Pur recuperando alcuni elementi tematici e visivi dalla sua filmografia precedente, in particolare dal film d'animazione dell'anno prima The End of Evangelion, Love & Pop fu concepito come un esperimento tecnico e girato usando un gran numero di cineprese digitali e microcamere che consentissero angoli di ripresa inusuali e talvolta inquietanti per lo spettatore.

## Trama
La storia è ambientata a Tokyo, nel quartiere di Shibuya e si svolge interamente il 19 luglio 1997.
Il film segue le vicende di quattro ragazze delle scuole superiori impegnate nell'enjo kōsai ("appuntamenti sovvenzionati"), ossia una pratica diffusa in Giappone dove uomini d'affari pagano ragazze adolescenti per trascorrere del tempo con loro.
Il personaggio principale, Hiromi, non ha ancora chiaro cosa fare nella vita, a differenza dei suoi amici. Questi vorrebbero regalarle un anello, ma Hiromi rifiuta perché vuole ottenerlo da sola. Hiromi decide dunque di provare a guadagnare soldi proponendosi come accompagnatrice enjo kōsai, vivendo esperienze progressivamente più orribili o bizzarre con i clienti.
Alla fine della giornata non riesce a comprare l'anello, tuttavia quando torna a casa è un po' cresciuta.

## Cammeo
Le protagoniste del film recitano in una piccola parte all'interno di Gamera 3: Revenge of Iris in una scena ambientata a Shibuya.